# Lindås
Lindås là một đô thị ở hạt Hordaland, Na Uy.